# Asterix a Obelix: Říše středu
Asterix a Obelix: Říše středu (ve francouzském originále Astérix et Obélix: L'Empire du Milieu) je francouzský film režiséra Guillauma Caneta, v pořadí pátý snímek ze série hraných filmů o Asterixovi. Titulní roli Asterixe ztvárnil Guillaume Canet, jeho přítele Obelixe pak Gilles Lellouche, čímž se jedná o první hraný film, v němž Obelixe nebude hrát Gérard Depardieu. Příběh, přivádějící hrdinské Galy do Říše středu, představila organizace Unifrance [ynifʀɑ̃s] na akci Rendez-vous [ʀɑ̃devu] v lednu 2023; do francouzských kin byl uveden 1. února 2023.

## Obsazení
- Guillaume Canet (Český dabing: Michal Suchánek[8]) jako Asterix
- Gilles Lellouche (Český dabing: Michal Novotný[8]) jako Obelix
- Vincent Cassel (Český dabing: Martin Stránský[8]) jako Julius Caesar
- Jonathan Cohen (Český dabing: Jakub Kohák[8]) jako Popkornis
- Julie Chen (Český dabing: Patricie Marková[8]) jako princezna Fu Ji
- Leanna Chea (Český dabing: Tereza Martinková[8]) jako Tat Han
- Marion Cotillard (Český dabing: Klára Jandová[8]) jako Kleopatra
- Pierre Richard (Český dabing: Bohuslav Kalva[8]) jako Panoramix
- Zlatan Ibrahimović (Český dabing: Tomáš Ujfaluši[8]) jako Antivirus
- Angèle (Český dabing: Silvie Matičková[8]) jako Falbala

## Produkce
Už v roce 2016, po rozporuplných výsledcích filmů Asterix a Olympijské hry (2008) a Asterix a Obelix ve službách Jejího Veličenstva (2012), byl Guillaume Canet rozhodnut, že se musí série změnit; v souvislosti s odchodem Gérarda Depardieu, původního představitele Obelixe, bylo jasné, že se role ujme někdo nový. Nakonec roli Obelixe přijal Gilles Lellouche a režisérem snímku se stal představitel Asterixe Guillaume Canet. Scénář, který je dílem Guillauma Caneta, Juliena Hervého a Philippa Mechelena, byl hotový na konci roku 2019 a film se měl natáčet léta následujícího, nicméně kvůli pandemii covidu-19 bylo natáčení odloženo na jaro 2021, uvedení do kin na rok 2022, ještě později pak na první únorový den 2023.